# Guatteria alutacea
Guatteria alutacea é uma espécie de magnólia. Foi descrito pela primeira vez por Friedrich Ludwig Diels .  Guatteria alutacea pertence ao gênero Guatteria, e à família Annonaceae.
Este tipo de planta pode ser encontrado em:
- Bolívia

## Subespécies
O gênero é dividido nos seguintes tipos:
- G. a. alutacea
- G. a. angustifolia
- G. a. alutacea
- G. a. steinbachii